# Hem

Molekula hemu b

Hem je prostetická skupina obsahující železnatý ion (Fe2+) ve středu tetrapyrrolového jádra, na něž jsou navázány substituenty. Červená barva hemu je způsobena konjugovaným systémem dvojných vazeb, kvůli kterému se hem dobře excituje a následně emituje červenou část spektra viditelného světla.
Mimo hemoglobin je hem obsažen ještě v dalších organických látkách, jako je myoglobin, cytochrom P450, kataláza, peroxidáza a cytochromy dýchacího řetězce.

## Biosyntéza hemu

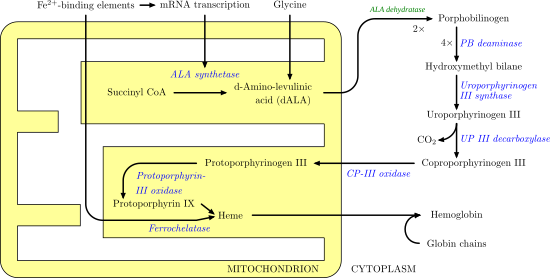
Biosyntéza hemu

Biosyntéza hemu je velmi dobře prozkoumaný proces. Odehrává se hlavně ve vývojových stadiích červených krvinek v kostní dřeni (viz Krvetvorba) a v játrech. Probíhá ale ve všech savčích buňkách, které mají mitochondrie.
Výchozí látkou pro syntézu je sukcinyl-CoA (z Krebsova cyklu) a aminokyselina glycin. Produktem je kyselina α-amino-β-ketoadipová, která v reakci katalyzované enzymem ALA-synthasou dekarboxyluje na kyselinu δ-aminolevulovou (ALA). ALA-synthasa je regulačním enzymem, který určuje rychlost celé syntézy hemu.
Dvě molekuly ALA kondenzují za vzniku dvou molekul vody a porfobilinogenu (PGB). Čtyři molekuly PGB následně kondenzují za vzniku lineárního tetrapyrrolu, hydroxymethylbilanu, který spontánně cyklisuje na uroporfyrinogen I, nebo je přeměněn na uroporfyrinogen III. Uroporfyrinogen je přeměněn na koproporfyrinogen. Koproporfyrinogen III je dále přeměněn na protoporfyrinogen III a ten je dále metabolizován na protoporfyrin III.
Do protoporfyrinu III je pak inkorporován iont železa za vzniku hemu.

## Poruchy syntézy hemu
Při složitosti metabolických pochodů, které jsou potřeba k syntéze hemu, je jasné, že porucha jakéhokoliv enzymu, který katalyzuje kteroukoliv z dílčích reakcí syntézy, se naruší celý metabolismus porfyrinových látek. Dochází k hromadění metabolitů před metabolickým blokem nebo k chybění produktu za ním.
Mutace genů, které řídí syntézu enzymů působících při biosyntéze hemu, způsobuje celou řadu vrozených metabolických chorob, známých jako porfyrie.